# Bencomia
Bencomia é um género botânico pertencente à família Rosaceae.

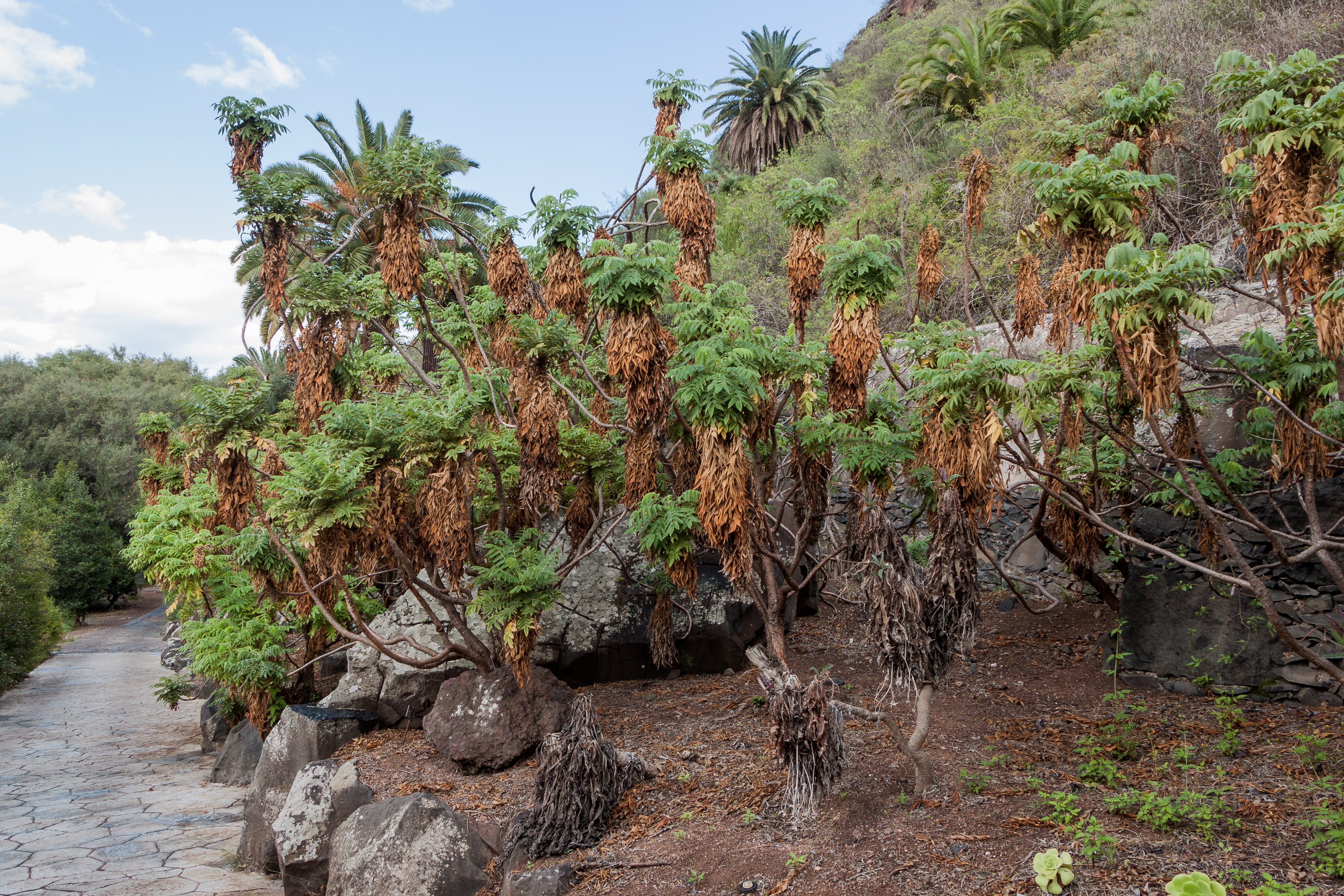
Bencomia sphaerocarpa